# Ladánybene
Ladánybene is een plaats (község) en gemeente in het Hongaarse comitaat Bács-Kiskun. Ladánybene telt 1701 inwoners (2002).